# إليزابيث تايلور (روائية)
اليزابيث تايلور (بالإنجليزية: Elizabeth Taylor)‏ (و. 1912 – 1975 م) هي روائية، وكاتبة قصص قصيرة، وكاتِبة، وكاتبة سيناريو بريطانية، ولدت في ريدنغ، توفيت في باكينغهامشير، عن عمر يناهز 63 عاماً.

## التعليم
تعلمت في The Abbey School, Reading ‏.

## وصلات خارجية
- اليزابيث تايلور على موقع IMDb (الإنجليزية)
- اليزابيث تايلور على موقع الموسوعة البريطانية (الإنجليزية)
- اليزابيث تايلور على موقع ألو سيني (الفرنسية)
- اليزابيث تايلور على موقع أول موفي (الإنجليزية)
- اليزابيث تايلور على موقع قاعدة بيانات الأفلام السويدية (السويدية)
- اليزابيث تايلور على موقع قاعدة بيانات الفيلم (الإنجليزية)
- اليزابيث تايلور على موقع كينوبويسك (الروسية)